# Парламентские выборы на Кубе (1932)
Промежуточные парламентские выборы на Кубе проходили 1 ноября 1932 года. На них избиралась половина депутатов Палаты представителей. Либеральная партия заняла наибольшее количество мест, получив 35 из 69 мест нижней палаты парламента.

## Результаты
| Партия                             | Голосов | % | Мест |
| ---------------------------------- | ------- | - | ---- |
| Либеральная партия                 |         |   | 35   |
| Национальная консервативная партия |         |   | 25   |
| Кубинская народная партия          |         |   | 9    |
| Всего                              |         |   | 69   |
| Источник: Dieter Nohlen            |         |   |      |